# Vatovavy
Vatovavy est une région du sud-est de Madagascar. Elle est issue de la scission de Vatovavy-Fitovinany en 2021, se séparant de Fitovinany pour devenir la 23e région de Madagascar. Son chef-lieu est la ville de Mananjary.

## Patrimoine naturel
La région abrite le parc national de Ranomafana.